# Мартонвашар
Мартонвашар (мађ. Martonvásár) град је у Мађарској. Мартонвашар се налази у оквиру жупаније Фејер. Мартонвашар је популарна туристичка дестинација у Мађарској због „палате Брунсзвик” у којој је боравио Лудвиг ван Бетовен и написао „Фур Елисе“. Ту је и музеј Бетовена. Град је такође познат по својој енглеској башти.

## Географски положај
Мартонвашар се налази у североисточном делу округа, 30 километара од Будимпеште и 30 километара од Секешфехервара, 13 километара источно-североисточно од језера Веленце и 9 километара западно од Сазхаломбате, поред аутопута број 7. Кроз насеље протиче „поток Сент Ласло”.
Његов део насеља је Орбанхеђ, рубно пољопривредно насеље. Налази се 1,6 километара северозападно од центра Мартонвашара. Према подацима пописа из 2011. године, број становника је износио 133 лица, број станова је 55, а број осталих насељених стамбених јединица је 6.
Мартонвасар се први пут помиње 1268. године. Дуго времена је био седиште грофовске породице Брунсвик (на мађарском Brunszvik). Од 1809. до 1849. године њиме је управљао гроф Франц Брунсвик, близак пријатељ Лудвига ван Бетовена. У башти су статуе Бетовена, а на острву у великом рибњаку је позорница на којој се лети често одржавају концерти.
Мартонвашар је вероватно још пре наше ере био насељено насеље са обе стране потока Сентласло. Било је насељено је келтским народима или Сарматима. После римских освајања заузимају га као место становања Мађари такође освајачи, о чему сведоче и материјални налази и археолошке ископине. Све то показује да је у 11. веку било густо насељено место. Године 1268. први пут се помиње као пијаца, која је само наставила да се шири уз јачање трговине, јер се налазила дуж трговачког пута Будим – Фехервар. У то време, Мартонвашар је био највећи град у округу Фејер после Фехервара. Турци су водили походе кроз насеље 1526, 1528, 1541, 1543, 1545. и 1551. године, па је јасно да је оно до средине 16. века потпуно опустело.
Седамдесетих година 17. века ова област је дошла у руке породице Брунсвик. Покренули су масовну градњу, између 1773. и 1776. године подигли су римокатоличку цркву и барокни замак (преуређен је 1870. године у неоготичком стилу), и привукли су велики број досељеника у раније изумрло село. Град је веома поносан што је Лудвиг ван Бетовен који је овде боравио 1800. године.
Рано, већ 1861. године, насеље је прикључено на железничку мрежу, пругу Будим-Нађканижа „Јужне железничке компаније”, која је дуго била друга по значају железничка пруга у Мађарској. Железничка станица изграђена у Мартонвашару такође је служила за снабдевање возова угљем и водом. Међутим, упркос могућностима, Мартонвашар је наставио да се истиче само у области пољопривреде, железница је обезбедила добро тржиште за своје производе у оближњој престоници.
Године 1910. од 2.578 становника насеља, 2.501 је био Мађар, 63 Немца и 14 Словака.
Други светски рат је изазвао озбиљна разарања у насељу, где је расподела ранијих поседа породице Брунсвик отворила сјајну прилику за даље повећање пољопривреде. Године 1951. у селу је основан институт за пољопривредна истраживања, који је од 1953. године био под управом Мађарске академије наука и од почетка је био најнапреднија слична установа у Мађарској. У том периоду се развија и Мартонвашаров туризам. Чији је велики раст почео после 1991. године организацијом првих „Мартонвашарових дана“.

### Градоначелници
- 1990–1994: Ото Хорват (независтан)[4][5]
- 1994–1998: Ото Хорват (независтан)[6]
- 1998–2002: Др. Клара Паланки (независна)[7]
- 2002–2006: Орбан Андраш (независтан),[8] после Фидес[9])
- 2006–2010: Киш Габор Ласло (MSZP)[9][10]
- 2010–2014: Др. Тибор Сабо (Фидес-KDNP)[11]
- 2014–2019: Др. Тибор Сабо (Фидес-KDNP)[12]
- 2019-данас: Др. Тибор Сабо (Фидес-KDNP)[13]

## Знаменитости
- Дворац Брунсвик
- Бетовенов музеј
- Музеј вртића

## Градови побратими
- Немачка Бајенфурт, Немачка
- Румунија Кулпу, Румунија
- Француска Сент-Авертин, Француска